# Ilha Grande (Rio de Janeiro)

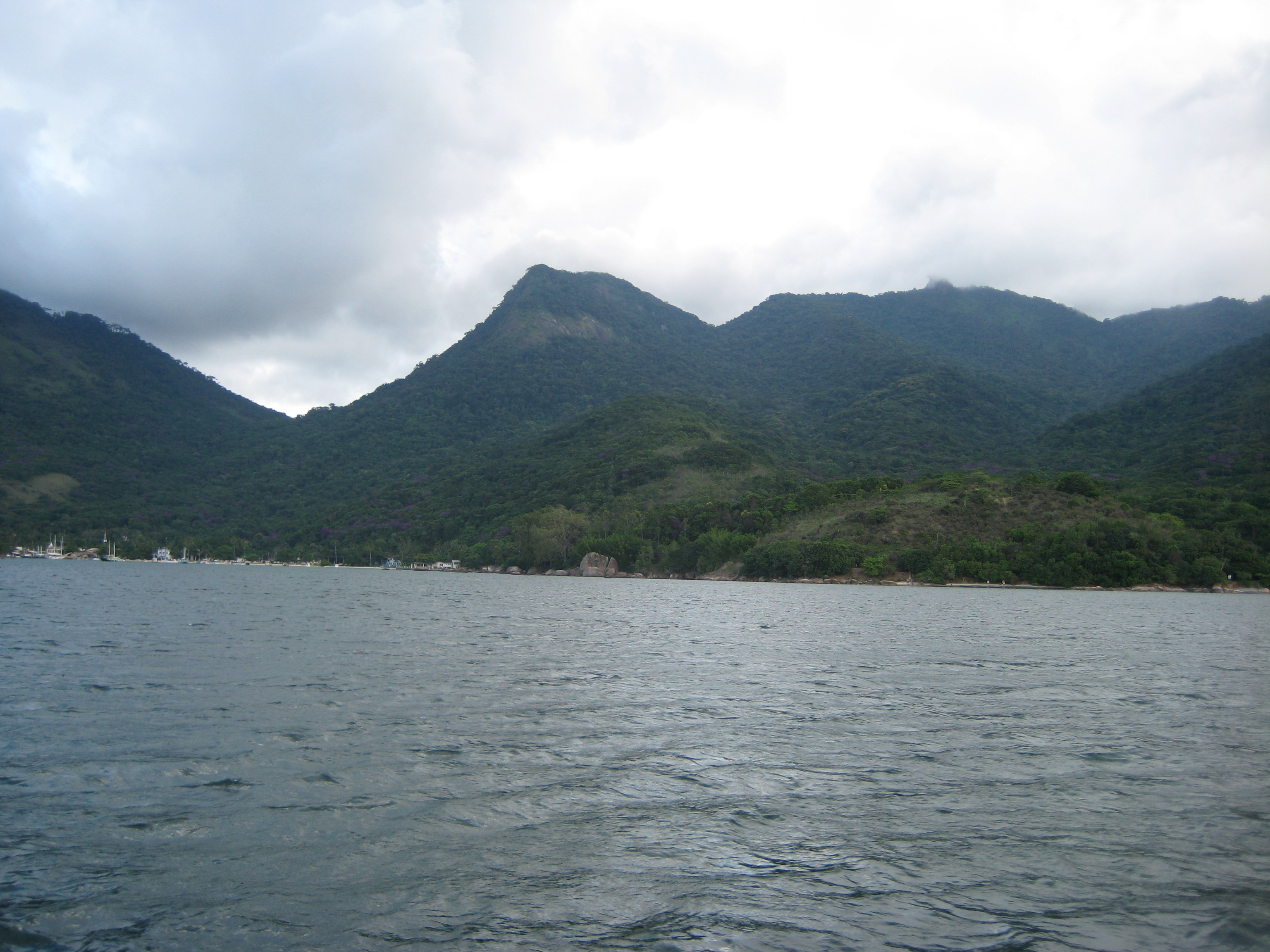
Het eiland gezien vanuit de oceaan

Ilha Grande (letterlijk: Groot eiland) is een eiland gelegen voor de kust van de Braziliaanse staat Rio de Janeiro. Het is het grootste eiland van Angra dos Reis, waar Ilha Grande deel van uitmaakt. De oppervlakte van het eiland bedraagt 193 km² en het hoogste punt is de berg Pico da Pedra D'Água op 1031 m.
Het eiland heeft vele stranden, bergtoppen, watervallen en ongerepte bossen en is beschermd gebied. Haar grondgebied ligt grotendeels in het staatspark Ilha Grande en de rest valt onder strikte ontwikkelingsbeperkingen. Echter, kleinschalig ecotoerisme wordt aangemoedigd en het eiland, dat onberijdbaar is en niet bereikbaar voor auto's, bevat meer dan 150 km wandelpaden die een handvol kustgemeenschappen en gehuchten verbinden. Sinds 2019 staat het eiland op de Unesco-Werelderfgoedlijst.